# Majomalkatúak
A majomalkatúak (Simiiformes) az emlősök (Mammalia) osztályába, a főemlősök (Primates) rendjébe, az orrtükör nélküliek (Haplorrhini) alrendjébe tartozó alrendág.

## Életmódjuk
A majmok táplálkozása nagyon változatos. A legtöbb faj gyümölcsökön, rügyeken, leveleken, magvakon és rovarokon él, de némelyek – így például a csimpánzok és a páviánok – szívesen esznek húst is.
Legtöbbjük a sűrű trópusi vagy szubtrópusi erdőségek lakója, de akadnak szavannán élő, sőt, magashegyi fajok is (Csányi 1999).

## Rendszerezésük
- Szélesorrú majmok vagy újvilági majmok (Platyrrhini) csoportjába 4 élő család tartozik
  - Csuklyásmajomfélék (Cebidae)
  - Pókmajomfélék (Atelidae)
  - Sátánmajomfélék (Pithecidae)
  - Éjimajomfélék (Aotidae)

- Keskenyorrú majmok vagy óvilági majmok (Catarrhini) csoportjába 2 öregcsalád 3 családja tartozik
  - Cerkófszerűek (Cercopithecoidea)
    - Cerkóffélék (Cercopithecidae)

  - Emberszerűek (Hominoidea)
    - Gibbonfélék (Hylobatidae)
    - Emberfélék (Hominidae)